# Paenibacillus vortex

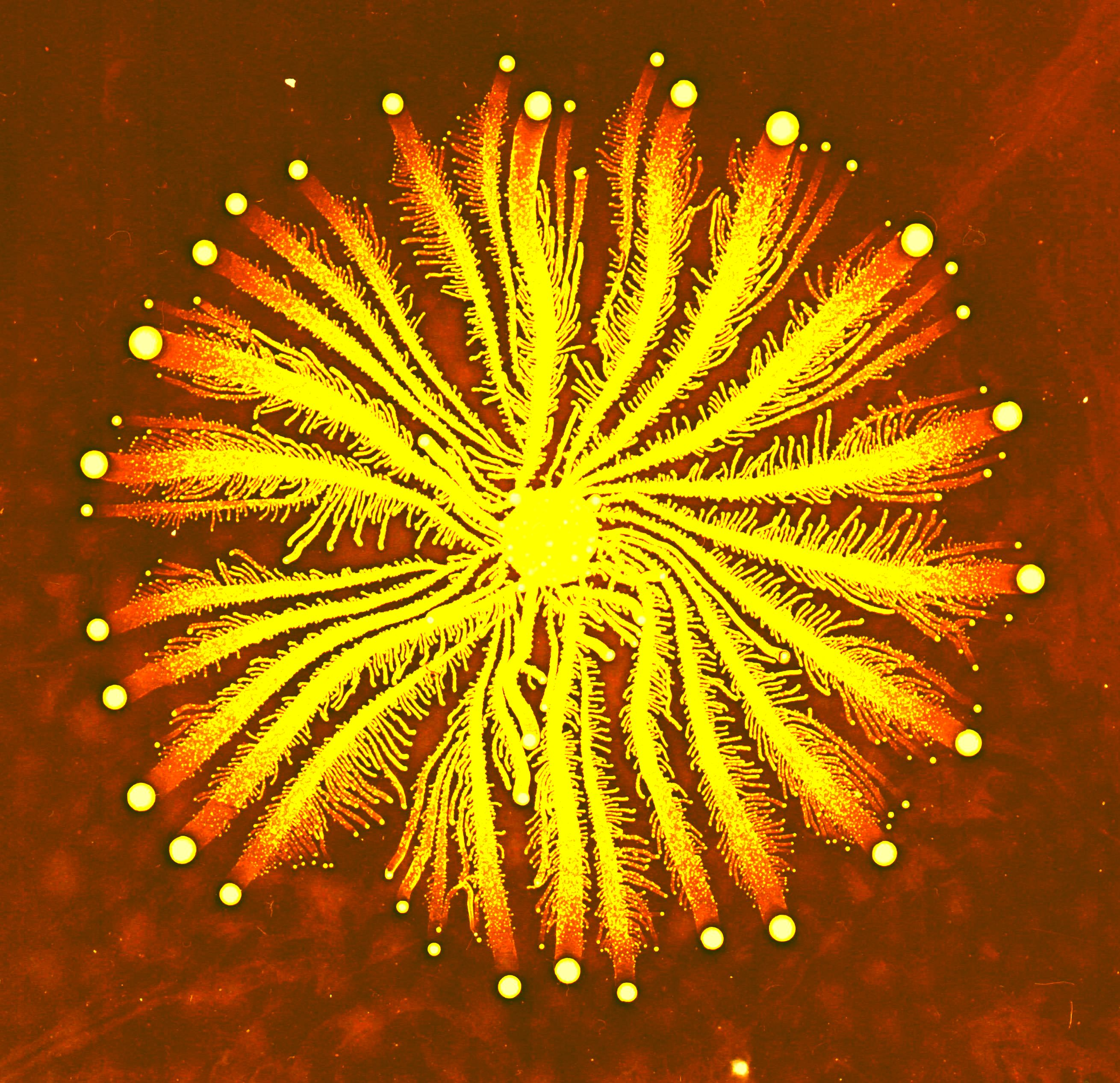
Organizacja kolonii P. vortex, hodowanej przez 4 dni na pożywce z peptonami (15 g/l) i 2,25% (m/V) agaru. Kolonia była hodowana na szalce Petriego o średnicy 8,8 centymetra i zabarwiona barwnikiem Coomassie Brilant Blue. Kolory zostały odwrócone, by podkreślić obszary większej koncentracji bakterii w pewnych obszarach.

Paenibacillus vortex – gatunek bakterii odkryty na początku lat 90. XX w. przez grupę pod przewodnictwem Eshela Ben-Jacoba na Uniwersytecie Telawiwskim. Jest to mikroorganizm tworzący kolonie o skomplikowanej strukturze. Zazwyczaj bytuje w zróżnicowanych i kompleksowych środowiskach, jak na przykład ryzosfera.
Rodzaj Paenibacillus obejmuje beztlenowe, tworzące przetrwalniki (endospory) bakterie, pierwotnie zaliczane do rodzaju Bacillus i ponownie zaklasyfikowane jako odrębny rodzaj w 1993 roku. Bakterie tego rodzaju są wykrywane w zróżnicowanych środowiskach takich, jak: gleba, woda, materia organiczna, pożywienie dla zwierząt, larwy insektów oraz próbki kliniczne. Gatunki Paenibacillus, włączając w to P. vortex, wytwarzają zewnątrzkomórkowe enzymy, które wywołują różnorodne syntetyczne reakcje przydatne w zastosowaniach medycznych, przemysłowych i rolniczych. Różne gatunki Paenibacillus produkują również substancje przeciwdrobnoustrojowe, które mogą wpływać m.in. na grzyby (np. Fusarium oxysporum) oraz patogeny gleby i roślin (fitopatogeny).